# كلير كاتس
كلير كاتس (بالإنجليزية: Claire Katz)‏ هي فيلسوفة أمريكية، ولدت في 4 نوفمبر 1964.